# St-Médard (Andilly)

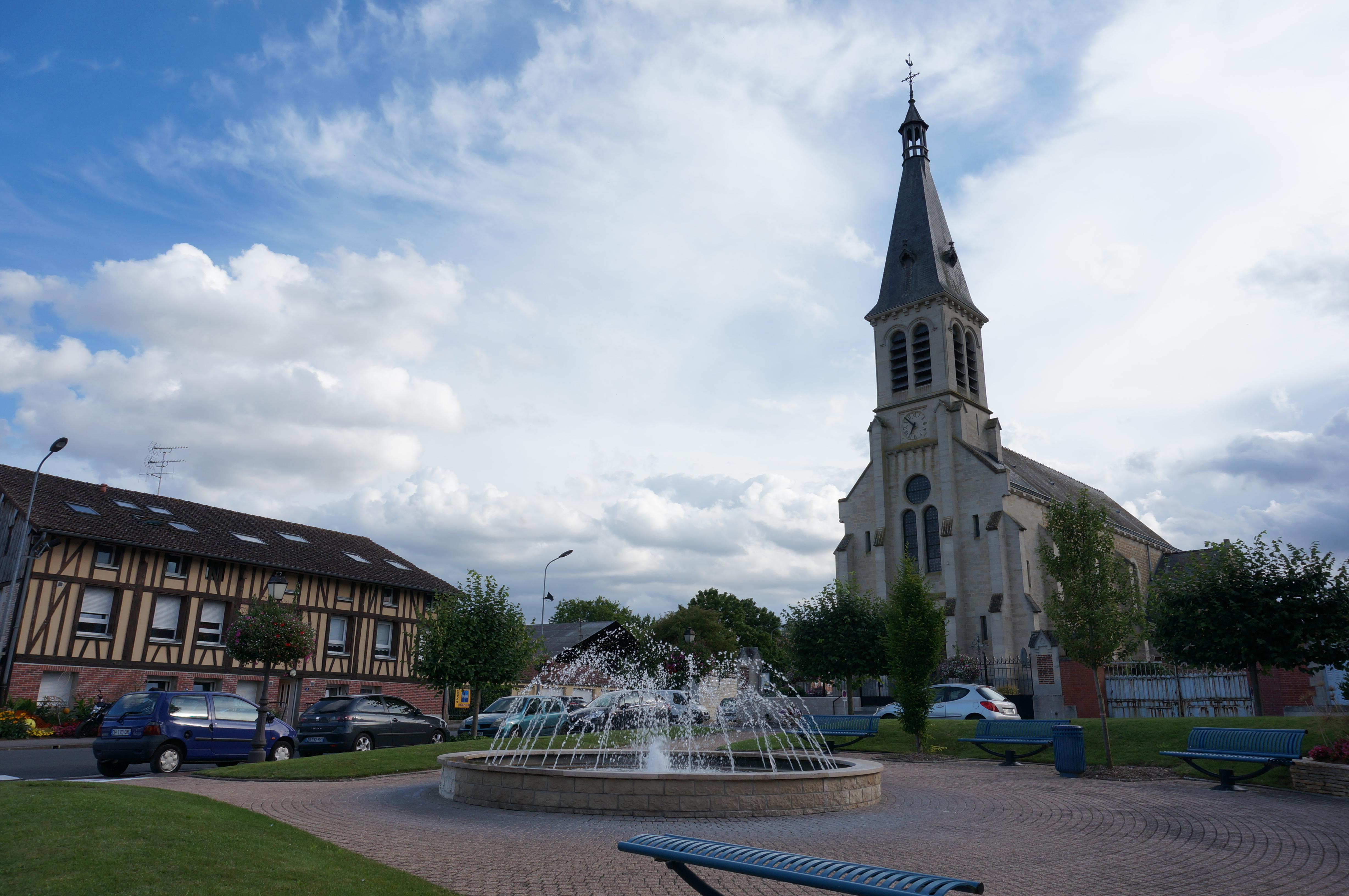
Kirche St. Martin

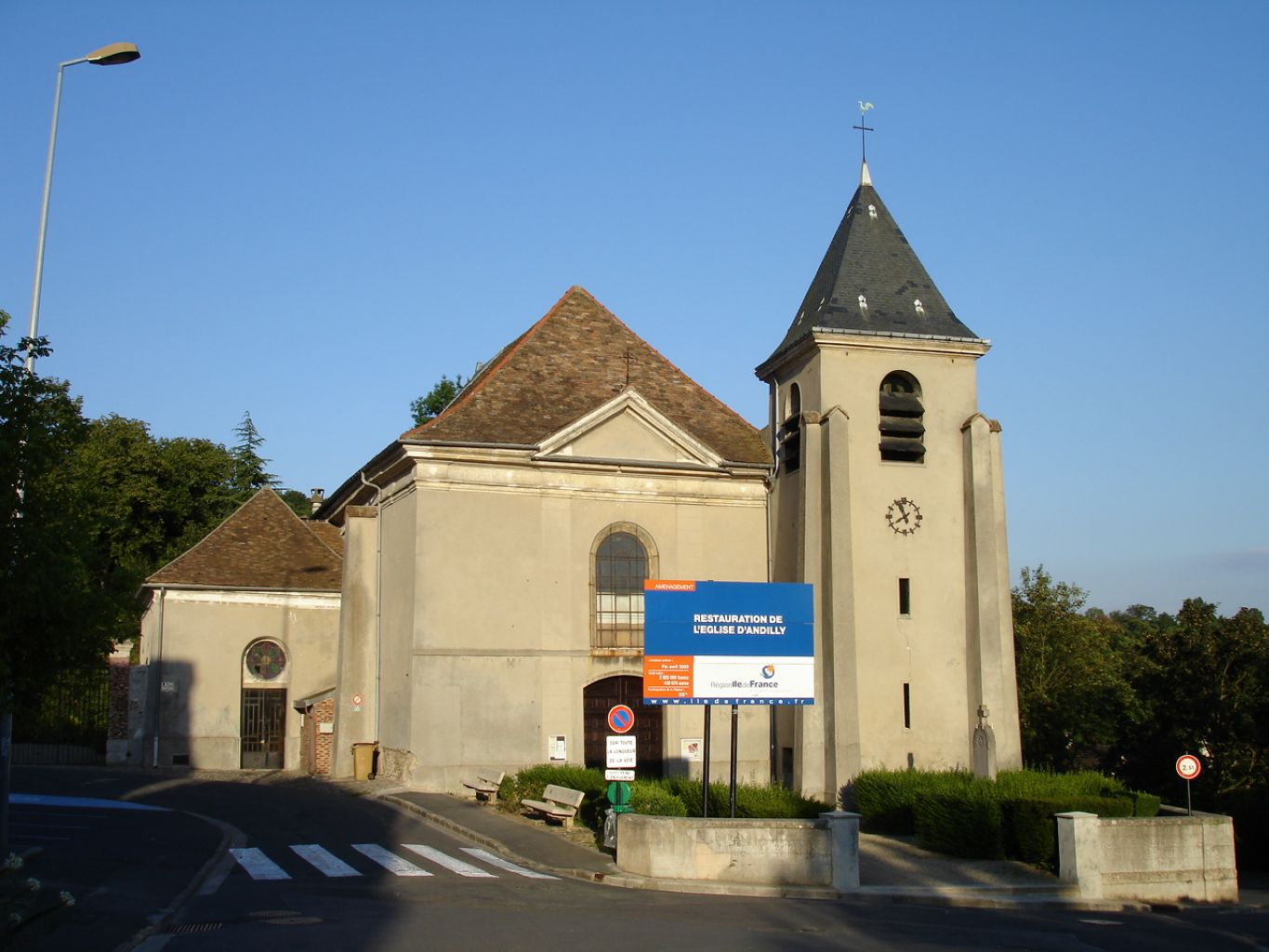
Kirche St-Médard in Andilly

Die katholische Pfarrkirche St-Médard in Andilly, einer französischen Gemeinde im Département Val-d’Oise in der Region Île-de-France, wurde ab 1719 errichtet.

## Geschichte
Die dem heiligen Medardus geweihte Kirche an der Place Finot wurde ab 1719 vom Grundherrn an der Stelle eines Vorgängerbaus errichtet.

## Architektur
Das Bauwerk im Stil des Klassizismus besitzt ein Rundbogenportal, das von Pilastern gerahmt und von einem  Dreiecksgiebel als Abschluss der Eingangszone bekrönt wird. Über dem Portal befindet sich ein rundbogiges Bleiglasfenster. 
Dem Kirchenschiff mit zwei Seitenschiffen folgt ein halbrund geschlossener Chor. Zwei Seitenkapellen sind in Form eines Querhauses angefügt.  